# Сосновец-Южный
Сосновец-Южный  (пол. Sosnowiec Południowy) — узловая пассажирская и грузовая железнодорожная станция в городе Сосновец, в Силезском воеводстве Польши. Имеет 1 платформу и 2 пути.
Станция построена в 1887 году, когда эта территория была в составе Царства Польского. Тогда станция была на линии Ивангородо-Домбровской железной дороги (Ивангород — Тунель — Домброва) с шириной русской колеи. Теперь здесь ведёт железнодорожная линия Тунель — Сосновец-Главный, кроме того, начинается линия к станции Катовице-Шопенице-Южный.